# 田辺助友
田辺 助友（たなべ すけとも、1890年（明治23年）11月15日 - 1963年（昭和38年）5月22日）は、大日本帝国陸軍軍人。最終階級は陸軍中将。功四級

## 経歴
1890年（明治23年）に青森県で生まれた。陸軍士官学校第26期、陸軍大学校第35期卒業。1935年（昭和10年）に第1師団参謀に着任。1938年（昭和13年）3月、陸軍歩兵大佐に進級し、第6国境守備隊歩兵隊長に就任した。1939年（昭和14年）に第36師団参謀長に就任し、日中戦争に出動。潞安に駐屯し、五台、晋東、百団大戦反撃戦を連戦。
1941年（昭和16年）3月に陸軍少将に進級し、歩兵第30旅団長に就任。同年9月に第2揚陸団長、1942年（昭和17年）に第2船舶団長、1943年（昭和18年）8月に第1船舶輸送司令官、12月に兼第2船舶輸送司令官を歴任。1944年（昭和19年）2月に免兼となり、10月に陸軍中将に進級。1945年（昭和20年）1月15日に兼門司陸軍輸送統制部長に補された。
1947年（昭和22年）11月28日、公職追放仮指定を受けた。

## 栄典
勲章
- 1942年（昭和17年）1月14日  - 勲二等瑞宝章[5]